# 南京中央门长途汽车站
南京中央门长途汽车站又称南京长途汽车总站，位于江苏省南京市建宁路1号，是一个客运一等站。该站已于2014年7月停运。相关客运服务已迁移至南京火车站旁的南京汽车客运站（小红山客运站）。
曾经设有发往浙江、安徽、山东、河北、河南、湖北、湖南、江西、广东、上海、北京、辽宁、山西等省市以及省内其他城市的班车。

## 图片

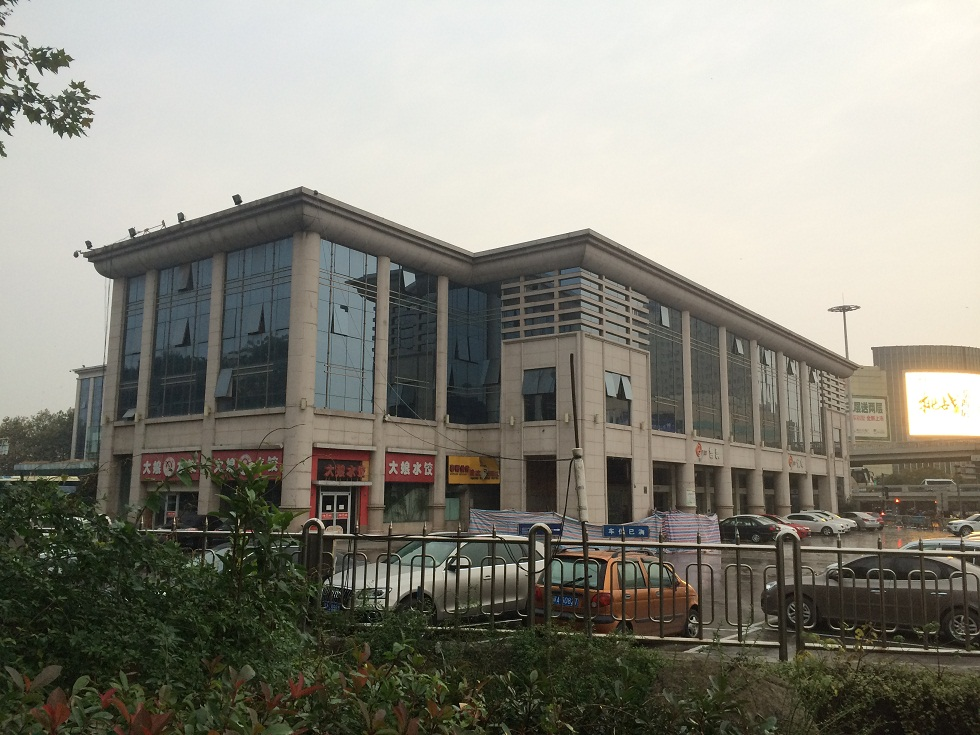
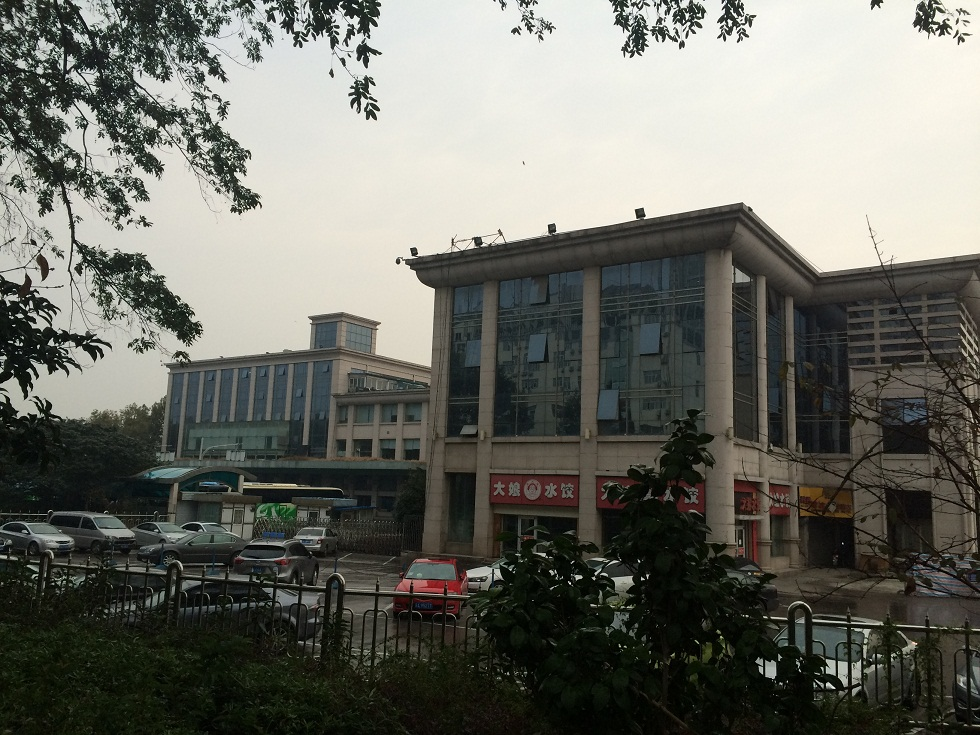
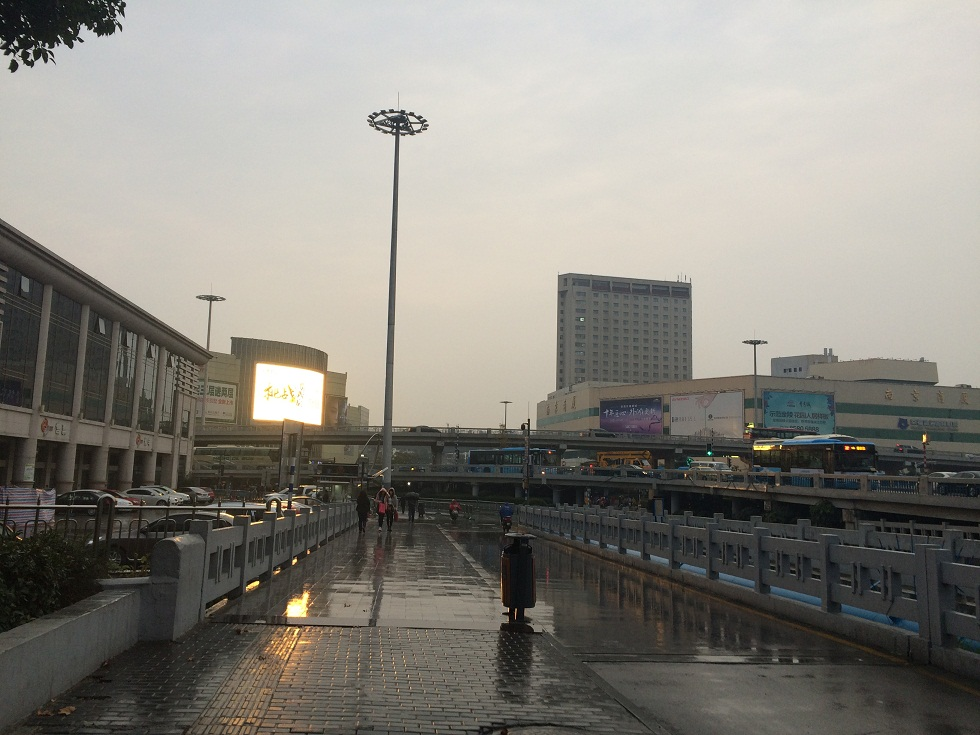
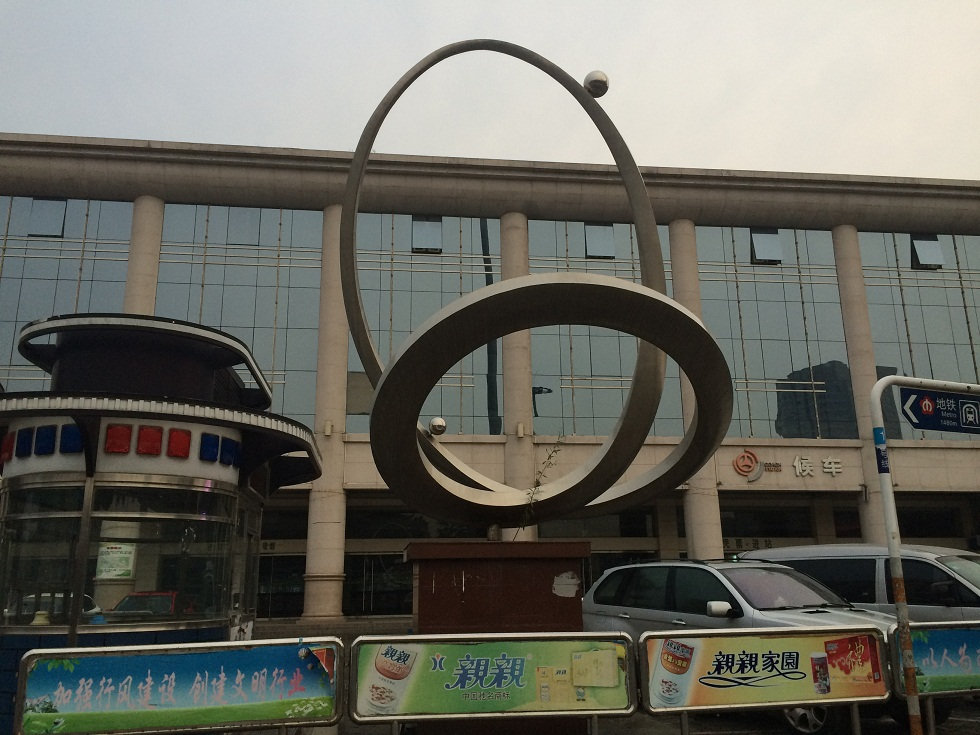
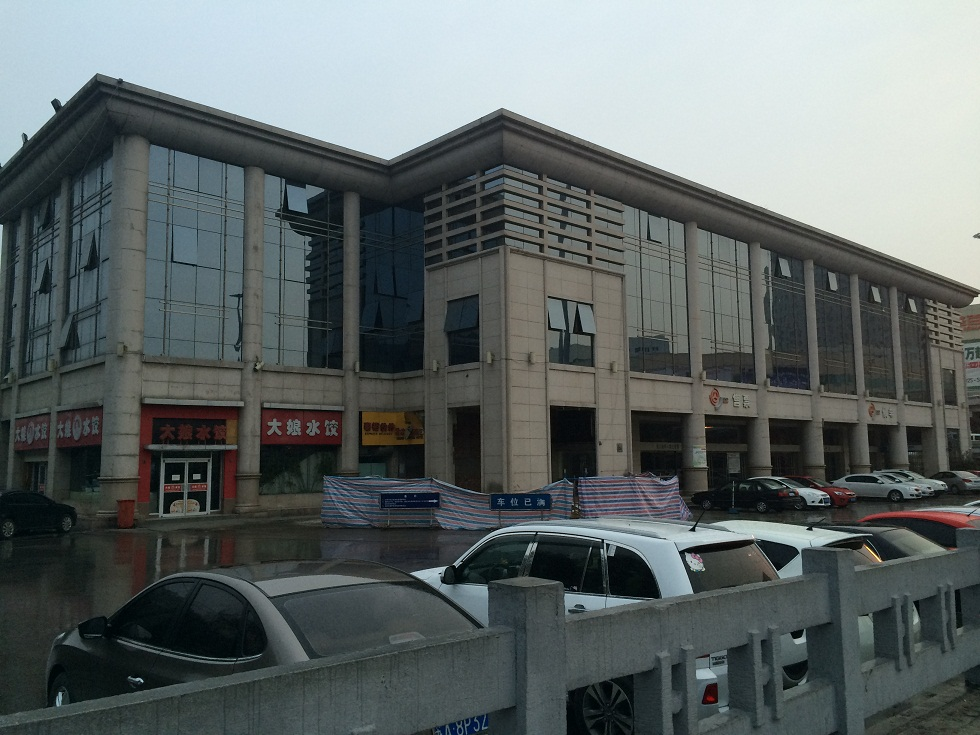
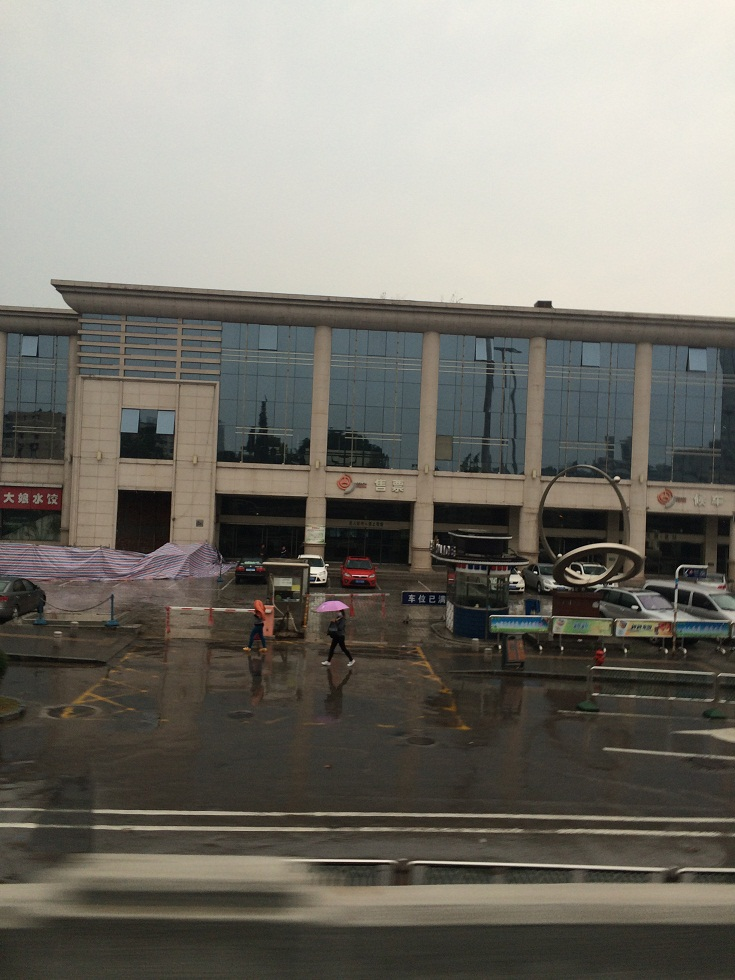